# Oscilación de partículas neutras
En física de partículas, la oscilación de partículas neutras es la trasmutación de una partícula sin carga eléctrica en otra debido a un cambio de un número cuántico interno mediante una interacción que no conserva dicho número cuántico. Estas oscilaciones se pueden clasificar en dos tipos:
- Oscilaciones de partícula-antipartícula: por ejemplo, las oscilaciones de K0
–K0
, de B0
–B0
, o de D0
–D0
.[1]
- Oscilación de sabor: por ejemplo, las oscilaciones de ν
e–ν
μ .

En el caso de que las partículas se desintegren en algún estado final, el sistema no es puramente oscilatorio, y se observan interferencias entre la oscilación y la desintegración.
Hay un proyecto para buscar oscilaciones neutrón-antineutrón utilizando neutrones ultrafríos.

## Historia y motivación

### Violación de CP

Ejemplo de diagrama de Feynmana un bucle que contribuye a la oscilación de kaones neutros.

Tras el impactante descubrimiento por parte de Wu et al. en 1957 de la violación de la paridad, se asumió que CP (la transformación conjunta de conjugación de carga y paridad) sí se conservaba. Sin embargo, en 1964 Cronin y Fitch descubrieron una violación de CP en el sistema de kaones neutros. Observaron que el estado de vida larga K2 (CP = −1) podía desintegrarse a dos piones (CP = (−1)(−1) = +1), violando la conservación de CP.
En 2001, los experimentos BaBar y Belle confirmaron la violación de CP en el sistema B0
–B0
. Ambos laboratorios reportaron violación directa de CP en B0
–B0
 en 2005.

### El problema de los neutrinos solares

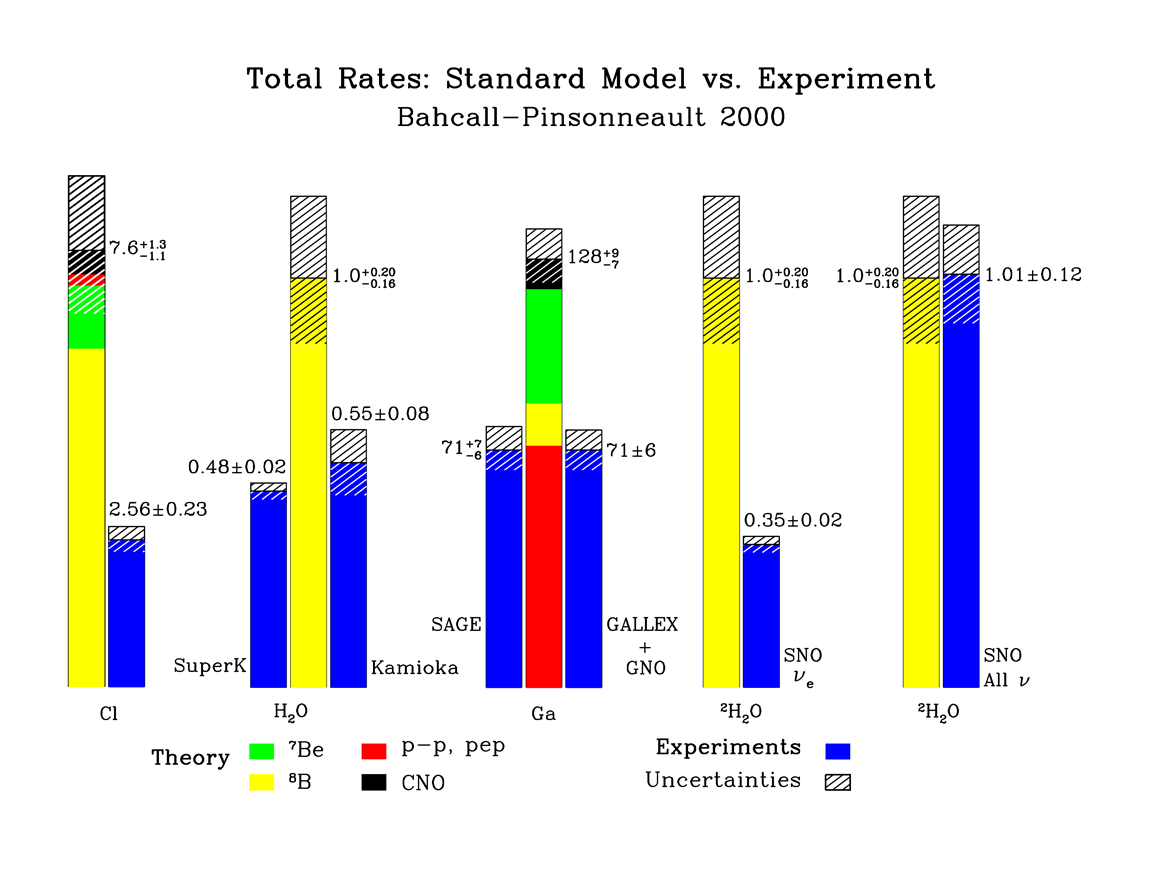
Comparación entre las predicciones teóricas (sin oscilación de neutrinos) para la producción de neutrinos solares y los resultados de distintos experimentos.

La cadena pp en el Sol produce una gran cantidad de ν
e. En 1968, Raymond Davis et al. publicaron los resultados del experimento de Homestake. Este experimento empleaba un tanque enorme de percloroetileno situado en la mina de Homestake (Dakota del Sur, Estados Unidos), bajo tierra para eliminar el fondo creado por los rayos cósmicos. Los núcleos de cloro del percloroetileno absorben ν
e para producir argón mediante la reacción
{\displaystyle {{\nu }_{e}}+C{{l}^{37}}\to A{{r}^{38}}+{{e}^{-}}},
que es esencialmente
{\displaystyle {{\nu }_{e}}+n\to p+e^{-}}.
El experimento recogió el argón producido durante varios meses. Dado que la interacción de los neutrino es muy débil, solo se creaba aproximadamente un núcleo de argón cada dos días. La cantidad obtenida era solamente un tercio de la predicción teórica de Bahcall.
En 1968, Bruno Pontecorvo demostró que si se supone que los neutrinos tienen masa, los ν
e producidos en el Sol se pueden transformar en otras especies (ν
μ o ν
τ), que no serían detectadas por el experimento de Homestake. La confirmación final a esta solución del problema de los neutrinos solares la proporcionó el SNO en abril de 2002, midiendo tanto el flujo de  ν
e como el flujo total de neutrinos.

## Descripción en la mecánica cuántica

### Sistema de dos estados

#### Caso especial: solo mezcla
Sea {\displaystyle {H_{0}}} el hamiltoniano del sistema de dos estados, y {\displaystyle \left|1\right\rangle } y {\displaystyle \left|2\right\rangle } sus dos autoestados ortogonales con autovalores {\displaystyle {E_{1}}} y {\displaystyle {E_{2}}} respectivamente. En la base {\displaystyle \left\{{\left|1\right\rangle ,\left|2\right\rangle }\right\}}, {\displaystyle {H_{0}}} es diagonal. Esto es,
{\displaystyle {{H}_{0}}=\left({\begin{matrix}{{E}_{1}}&0\\0&{{E}_{2}}\\\end{matrix}}\right)}.
Sea {\displaystyle \left|{\Psi \left(t\right)}\right\rangle } el estado del sistema en un tiempo {\displaystyle t}. Si el sistema se encuentra inicialmente en uno de los autoestados de {\displaystyle {H_{0}}}, por ejemplo
{\displaystyle \left|{\Psi \left(0\right)}\right\rangle =\left|1\right\rangle }
entonces, el estado tras sufrir la evolución temporal, que es la solución a la ecuación de Schrödinger
| {\displaystyle {\hat {H}}_{0}\left\|{\Psi \left(t\right)}\right\rangle ={i\hbar }{\partial \over {\partial t}}\left\|{\Psi \left(t\right)}\right\rangle } (1) |
será,
{\displaystyle \left|\Psi \left(t\right)\right\rangle =\left|1\right\rangle {{e}^{-i{\frac {{{E}_{1}}t}{\hbar }}}}}
Pero este estado es físicamente equivalente a {\displaystyle \left|1\right\rangle } ya que el término exponencial es solamente una fase y no produce un nuevo estado. En otras palabras, los autoestados de la energía son estados estacionarios, y no producen estados físicamente diferentes bajo evolución temporal.
Se puede demostrar que la oscilación entre estados ocurre si y solamente si los términos de fuera de la diagonal del hamiltoniano son distintos de cero.
Introduzcamos una perturbación general {\displaystyle W} en {\displaystyle {{H}_{0}}} tal que el hamiltoniano resultante {\displaystyle H} siga siendo hermítico. Por lo tanto,
{\displaystyle W=\left({\begin{matrix}{{W}_{11}}&{{W}_{12}}\\{{W}_{12}}^{*}&{{W}_{22}}\\\end{matrix}}\right)} donde, {\displaystyle {{W}_{11}},{{W}_{22}}\in \mathbb {R} } y {\displaystyle {{W}_{12}}\in \mathbb {C} }

y, 
| {\displaystyle H={{H}_{0}}+W=\left({\begin{matrix}{{E}_{1}}+{{W}_{11}}&{{W}_{12}}\\{{W}_{12}}^{*}&{{E}_{2}}+{{W}_{22}}\\\end{matrix}}\right)} (2) |
Los autovalores de {\displaystyle H} son
| {\displaystyle {{E}_{\pm }}={\frac {1}{2}}\left[{{E}_{1}}+{{W}_{11}}+{{E}_{2}}+{{W}_{22}}\pm {\sqrt {{{\left({{E}_{1}}+{{W}_{11}}-{{E}_{^{2}}}-{{W}_{22}}\right)}^{2}}+4{{\left\|{{W}_{12}}\right\|}^{2}}}}\right]} (3) |
Dado que {\displaystyle H} es una matriz hermítica, se puede escribir como
{\displaystyle H=\sum \limits _{j=0}^{3}{{{a}_{j}}{{\sigma }_{j}}}={{a}_{0}}{{\sigma }_{0}}+H'}
| donde, |
| --- |
| {\displaystyle H'={\vec {a}}.{\vec {\sigma }}=\left\|a\right\|{\hat {n}}.{\vec {\sigma }}}, {\displaystyle {\vec {a}}=\left({{a}_{1}},{{a}_{2}},{{a}_{3}}\right)}, {\displaystyle {\hat {n}}} es un vector unitario real en tres dimensiones en la dirección de {\displaystyle {\vec {a}}}, {\displaystyle {{\sigma }_{0}}=I=\left({\begin{matrix}1&0\\0&1\\\end{matrix}}\right)}, y {\displaystyle {{\sigma }_{1}}={{\sigma }_{x}}=\left({\begin{matrix}0&1\\1&0\\\end{matrix}}\right)}, {\displaystyle {{\sigma }_{2}}={{\sigma }_{y}}=\left({\begin{matrix}0&-i\\i&0\\\end{matrix}}\right)}, {\displaystyle {{\sigma }_{3}}={{\sigma }_{z}}=\left({\begin{matrix}1&0\\0&-1\\\end{matrix}}\right)} son las matrices de Pauli. |

Se cumplen las siguientes propiedades:
- {\displaystyle \left[H,H'\right]=0}

| Demostración |
| --- |
| {\displaystyle {\begin{aligned}&HH'={{a}_{0}}{{\sigma }_{0}}H'+H'H'={{a}_{0}}{{\sigma }_{0}}+H{{'}^{2}}\\&H'H={{a}_{0}}H'{{\sigma }_{0}}+H'H'={{a}_{0}}{{\sigma }_{0}}+H{{'}^{2}}\\&\therefore \left[H,H'\right]=HH'-H'H=0\\\end{aligned}}} |
- {\displaystyle H{{'}^{2}}=I}

| Demostración |
| --- |
| {\displaystyle {\begin{aligned}H{{'}^{2}}&=\sum \limits _{j=1}^{3}{{{n}_{j}}{{\sigma }_{j}}}\sum \limits _{k=1}^{3}{{{n}_{k}}{{\sigma }_{k}}}=\sum \limits _{j,k=1}^{3}{{{n}_{j}}{{n}_{k}}{{\sigma }_{j}}{{\sigma }_{k}}}\\&=\sum \limits _{j,k=1}^{3}{{{n}_{j}}{{n}_{k}}\left({{\delta }_{jk}}I+i\sum \limits _{l=1}^{3}{{{\varepsilon }_{jkl}}{{\sigma }_{l}}}\right)}\\&=\left(\sum \limits _{j=1}^{3}{{{n}_{j}}^{2}}\right)I+i\sum \limits _{l=1}^{3}{{{\sigma }_{l}}\sum \limits _{j,k=1}^{3}{{\varepsilon }_{jkl}}}\\&=I\\\end{aligned}}} donde se han usado los siguientes resultados: - {\displaystyle {{\sigma }_{j}}{{\sigma }_{k}}={{\delta }_{jk}}I+i\sum \limits _{l=1}^{3}{{{\varepsilon }_{jkl}}{{\sigma }_{l}}}} - {\displaystyle {\hat {n}}} es un vector unitario y por lo tanto {\displaystyle \sum \limits _{j=1}^{3}{{{n}_{j}}^{2}}={{\left\|{\hat {n}}\right\|}^{2}}=1} - El símbolo de Levi-Civita {\displaystyle {{\varepsilon }_{jkl}}} es antisimétrico en cualquier par de índices (en este caso {\displaystyle j} y {\displaystyle k} ) y por tanto {\displaystyle \sum \limits _{j,k=1}^{3}{{\varepsilon }_{jkl}}=0} |
Con la siguiente parametrización
{\displaystyle {\hat {n}}=\left(\sin \theta \cos \phi ,\sin \theta \sin \phi ,\cos \theta \right)},
y usando los resultados anteriores, los autovectores ortogonales de {\displaystyle H'} y por tanto también de {\displaystyle H} resultan ser
| {\displaystyle {\begin{aligned}&\left\|+\right\rangle =\left({\begin{matrix}\cos {\frac {\theta }{2}}{{e}^{-i{\frac {\phi }{2}}}}\\{}\\\sin {\frac {\theta }{2}}{{e}^{i{\frac {\phi }{2}}}}\\\end{matrix}}\right)\equiv \cos {\frac {\theta }{2}}{{e}^{-i{\frac {\phi }{2}}}}\left\|1\right\rangle +\sin {\frac {\theta }{2}}{{e}^{i{\frac {\phi }{2}}}}\left\|2\right\rangle \\&\left\|-\right\rangle =\left({\begin{matrix}-\sin {\frac {\theta }{2}}{{e}^{i{\frac {\phi }{2}}}}\\{}\\\cos {\frac {\theta }{2}}{{e}^{-i{\frac {\phi }{2}}}}\\\end{matrix}}\right)\equiv -\sin {\frac {\theta }{2}}{{e}^{-i{\frac {\phi }{2}}}}\left\|1\right\rangle +\cos {\frac {\theta }{2}}{{e}^{i{\frac {\phi }{2}}}}\left\|2\right\rangle \\\end{aligned}}} (4) |
| donde, |
| --- |
| {\displaystyle \tan \theta ={\frac {2\left\|{{W}_{12}}\right\|}{{{E}_{1}}+{{W}_{11}}-{{E}_{2}}-{{W}_{22}}}}} y, {\displaystyle {{W}_{12}}=\left\|{{W}_{12}}\right\|{{e}^{i\phi }}} |

Escribiendo los autovectores de {\displaystyle {H_{0}}} en términos de los de {\displaystyle H}, se obtiene 
| {\displaystyle {\begin{aligned}&\left\|1\right\rangle ={{e}^{i{\frac {\phi }{2}}}}\left(\cos {\frac {\theta }{2}}\left\|+\right\rangle -\sin {\frac {\theta }{2}}\left\|-\right\rangle \right)\\&\left\|2\right\rangle ={{e}^{-i{\frac {\phi }{2}}}}\left(\sin {\frac {\theta }{2}}\left\|+\right\rangle +\cos {\frac {\theta }{2}}\left\|-\right\rangle \right)\\\end{aligned}}} (5) |
Ahora si el sistema es inicialmente un autoestado de {\displaystyle {H_{0}}}, esto es
{\displaystyle \left|\Psi \left(0\right)\right\rangle =\left|1\right\rangle }
tras la evolución temporal se obtiene,
{\displaystyle \left|\Psi \left(t\right)\right\rangle ={{e}^{i{\frac {\phi }{2}}}}\left(\cos {\frac {\theta }{2}}\left|+\right\rangle {{e}^{-i{\frac {{{E}_{+}}t}{\hbar }}}}-\sin {\frac {\theta }{2}}\left|-\right\rangle {{e}^{-i{\frac {{{E}_{-}}t}{\hbar }}}}\right)}
que en este caso sí es estrictamente diferente de {\displaystyle \left|1\right\rangle }.
La probabilidad de encontrar al sistema en el estado {\displaystyle \left|2\right\rangle } cuando ha transcurrido un tiempo {\displaystyle t} está dada por
| {\displaystyle {\begin{aligned}{{P}_{21}}\left(t\right)&={{\left\|\left\langle 2\|\Psi \left(t\right)\right\rangle \right\|}^{2}}={{\sin }^{2}}\theta {{\sin }^{2}}\left({\frac {{{E}_{+}}-{{E}_{-}}}{2\hbar }}t\right)\\&={\frac {4{{\left\|{{W}_{12}}\right\|}^{2}}}{4{{\left\|{{W}_{12}}\right\|}^{2}}+{{\left({{E}_{1}}-{{E}_{2}}\right)}^{2}}}}{{\sin }^{2}}\left({\frac {\sqrt {4{{\left\|{{W}_{12}}\right\|}^{2}}+{{\left({{E}_{1}}-{{E}_{2}}\right)}^{2}}}}{2\hbar }}t\right)\\\end{aligned}}} (6) |
que es conocida como la fórmula de Rabi. Por lo tanto, empezando en un autoestado del hamiltoniano sin perturbar {\displaystyle {H_{0}}}, el estado del sistema oscila entre los dos autoestados de {\displaystyle {H_{0}}} con una frecuencia, conocida como frecuencia de Rabi,
| {\displaystyle \omega ={\frac {{{E}_{+}}-{{E}_{-}}}{2\hbar }}={\frac {\sqrt {4{{\left\|{{W}_{12}}\right\|}^{2}}+{{\left({{E}_{1}}-{{E}_{2}}\right)}^{2}}}}{2\hbar }}} (7) |
De la expresión de {\displaystyle {{P}_{21}}(t)} se puede inferir que la oscilación solo puede existir en caso de que exista el término de acoplamiento,  {\displaystyle {{\left|{{W}_{12}}\right|}^{2}}\neq 0}. La oscilación tampoco se produce si los autovalores del hamiltoniano {\displaystyle H} son degenerados, {\displaystyle {{E}_{+}}={{E}_{-}}}. Pero esto es un caso trivial, ya que en esta situación el acoplamiento se debe anular y el hamiltoniano es diagonal, por lo que se trata del caso inicial.

#### Caso general: mezcla y desintegración
Si las partículas pueden desintegrarse, el hamiltoniano que describe la oscilación no es hermítico. Cualquier matriz se puede escribir como la suma de sus partes hermítica y antihermítica, por lo que {\displaystyle H} es
{\displaystyle H=M-{\frac {i}{2}}\Gamma =\left({\begin{matrix}{{M}_{11}}&{{M}_{12}}\\{{M}_{12}}^{*}&{{M}_{11}}\\\end{matrix}}\right)-{\frac {i}{2}}\left({\begin{matrix}{{\Gamma }_{11}}&{{\Gamma }_{12}}\\{{\Gamma }_{12}}^{*}&{{\Gamma }_{11}}\\\end{matrix}}\right)}
| donde, |
| --- |
| {\displaystyle M=\left({\begin{matrix}{{M}_{11}}&{{M}_{12}}\\{{M}_{21}}&{{M}_{22}}\\\end{matrix}}\right)} y, {\displaystyle \Gamma =\left({\begin{matrix}{{\Gamma }_{11}}&{{\Gamma }_{12}}\\{{\Gamma }_{21}}&{{\Gamma }_{11}}\\\end{matrix}}\right)} {\displaystyle M} y {\displaystyle \Gamma } son hermíticas, por lo que {\displaystyle {{M}_{21}}={{M}_{12}}^{*}} and {\displaystyle {{\Gamma }_{21}}={{\Gamma }_{12}}^{*}} La simetría CPT implica que {\displaystyle {{M}_{22}}={{M}_{11}}} y {\displaystyle {{\Gamma }_{22}}={{\Gamma }_{11}}} \| Demostración \| \| ------------------------------------------------------------------------------------------------------------------------------------------------------------------------------------------------------------------------------------------------------------------------------------------------------------------------------------------------------------------------------------------------------------------------------------------------------------------------------------------------------------------------------------------------------------------------------------------------------------------------------------------------------------------------------------------------------------------------------------------------------------------------------------------------------------------------------------------------------------------------------------------------------------------------------------------------------------------------------------------------------------------------------------------- \| \| Sea {\displaystyle \Theta =CPT}. {\displaystyle \Theta } cambia una partícula por su antipartícula, esto es {\displaystyle \Theta \left\\|1\right\rangle =\left\\|2\right\rangle } y {\displaystyle \Theta \left\\|2\right\rangle =\left\\|1\right\rangle } La conservación de CPT implica que el hamiltoniano {\displaystyle H} y en consecuencia {\displaystyle M} y {\displaystyle \Gamma } son invariantes bajo la siguiente transformación: {\displaystyle {{\Theta }^{-1}}M\Theta =M} y {\displaystyle {{\Theta }^{-1}}\Gamma \Theta =\Gamma } {\displaystyle \Theta } es un operador antiunitario[18] que satisface la relación {\displaystyle {{\Theta }^{\dagger }}\Theta =I} Por lo que {\displaystyle {{M}_{22}}=\left\langle 2\right\\|M\left\\|2\right\rangle =\left\langle 2\right\\|{{\Theta }^{-1}}M\Theta \left\\|2\right\rangle =\left\langle 2\right\\|{{\Theta }^{\dagger }}M\Theta \left\\|2\right\rangle =\left\langle 1\right\\|M\left\\|1\right\rangle ={{M}_{11}}} e igualmente para los elementos de {\displaystyle \Gamma }. \| La hermeticidad de {\displaystyle M} y {\displaystyle \Gamma } también implica que los elementos de la diagonal son reales. |
| Demostración |
| Sea {\displaystyle \Theta =CPT}. {\displaystyle \Theta } cambia una partícula por su antipartícula, esto es {\displaystyle \Theta \left\|1\right\rangle =\left\|2\right\rangle } y {\displaystyle \Theta \left\|2\right\rangle =\left\|1\right\rangle } La conservación de CPT implica que el hamiltoniano {\displaystyle H} y en consecuencia {\displaystyle M} y {\displaystyle \Gamma } son invariantes bajo la siguiente transformación: {\displaystyle {{\Theta }^{-1}}M\Theta =M} y {\displaystyle {{\Theta }^{-1}}\Gamma \Theta =\Gamma } {\displaystyle \Theta } es un operador antiunitario que satisface la relación {\displaystyle {{\Theta }^{\dagger }}\Theta =I} Por lo que {\displaystyle {{M}_{22}}=\left\langle 2\right\|M\left\|2\right\rangle =\left\langle 2\right\|{{\Theta }^{-1}}M\Theta \left\|2\right\rangle =\left\langle 2\right\|{{\Theta }^{\dagger }}M\Theta \left\|2\right\rangle =\left\langle 1\right\|M\left\|1\right\rangle ={{M}_{11}}} e igualmente para los elementos de {\displaystyle \Gamma }. |

Los autovalores de  {\displaystyle H} son
| {\displaystyle {{\mu }_{H}}={{M}_{11}}-{\frac {i}{2}}{{\Gamma }_{11}}+{\frac {1}{2}}\left(\Delta m-{\frac {i}{2}}\Delta \Gamma \right)} y, {\displaystyle {{\mu }_{L}}={{M}_{11}}-{\frac {i}{2}}{{\Gamma }_{11}}-{\frac {1}{2}}\left(\Delta m-{\frac {i}{2}}\Delta \Gamma \right)} (8) |
| donde, |
| --- |
| {\displaystyle \Delta m} y {\displaystyle \Delta \Gamma } satisfacen {\displaystyle {{\left(\Delta m\right)}^{2}}-{{\left({\frac {\Delta \Gamma }{2}}\right)}^{2}}=4{{\left\|{{M}_{12}}\right\|}^{2}}-{{\left\|{{\Gamma }_{12}}\right\|}^{2}}} y, {\displaystyle \Delta m\Delta \Gamma =4\operatorname {Re} \left({{M}_{12}}{{\Gamma }_{12}}^{*}\right)} |

Los subíndices provienen de Heavy (pesado) y Light ligero, lo que supone que {\displaystyle \Delta m} es positivo.
Los autoestados normalizados correspondientes a {\displaystyle {{\mu }_{L}}} y {\displaystyle {{\mu }_{H}}} respectivamente, en la base natural {\displaystyle \left\{\left|P\right\rangle ,\left|{\bar {P}}\right\rangle \right\}\equiv \left\{\left(1,0\right),\left(0,1\right)\right\}} son,
| {\displaystyle \left\|{{P}_{L}}\right\rangle =p\left\|P\right\rangle +q\left\|{\bar {P}}\right\rangle } y, {\displaystyle \left\|{{P}_{H}}\right\rangle =p\left\|P\right\rangle -q\left\|{\bar {P}}\right\rangle } (9) |
| donde, |
| --- |
| {\displaystyle {{\left\|p\right\|}^{2}}+{{\left\|q\right\|}^{2}}=1} and, {\displaystyle {{\left({\frac {p}{q}}\right)}^{2}}={\frac {{{M}_{12}}^{*}-{\frac {i}{2}}{{\Gamma }_{12}}^{*}}{{{M}_{12}}-{\frac {i}{2}}{{\Gamma }_{12}}}}} |

{\displaystyle p} y {\displaystyle q} son los términos de mezcla. Los dos autoestados ahora no son ortogonales.
Si el sistema inicialmente se encuentra en el estado {\displaystyle \left|P\right\rangle },esto es,
{\displaystyle \left|P\left(0\right)\right\rangle =\left|P\right\rangle ={\frac {1}{2p}}\left(\left|{{P}_{L}}\right\rangle +\left|{{P}_{H}}\right\rangle \right)}
Bajo evolución temporal se obtiene
{\displaystyle \left|P\left(t\right)\right\rangle ={\frac {1}{2p}}\left(\left|{{P}_{L}}\right\rangle {{e}^{-{\frac {i}{\hbar }}\left({{m}_{L}}-{\frac {i}{2}}{{\gamma }_{L}}\right)t}}+\left|{{P}_{H}}\right\rangle {{e}^{-{\frac {i}{\hbar }}\left({{m}_{H}}-{\frac {i}{2}}{{\gamma }_{H}}\right)t}}\right)={{g}_{+}}\left(t\right)\left|P\right\rangle -{\frac {q}{p}}{{g}_{-}}\left(t\right)\left|{\bar {P}}\right\rangle }
| donde, |
| --- |
| {\displaystyle {{g}_{\pm }}\left(t\right)={\frac {1}{2}}\left({{e}^{-{\frac {i}{\hbar }}\left({{m}_{H}}-{\frac {i}{2}}{{\gamma }_{H}}\right)t}}\pm {{e}^{-{\frac {i}{\hbar }}\left({{m}_{L}}-{\frac {i}{2}}{{\gamma }_{L}}\right)t}}\right)} |

De un modo similar, si el estado inicialmente es {\displaystyle \left|{\bar {P}}\right\rangle }, bajo evolución temporal se obtiene
{\displaystyle \left|{\bar {P}}(t)\right\rangle ={\frac {1}{2q}}\left(\left|{{P}_{L}}\right\rangle {{e}^{-{\frac {i}{\hbar }}\left({{m}_{L}}-{\frac {i}{2}}{{\gamma }_{L}}\right)t}}-\left|{{P}_{H}}\right\rangle {{e}^{-{\frac {i}{\hbar }}\left({{m}_{H}}-{\frac {i}{2}}{{\gamma }_{H}}\right)t}}\right)=-{\frac {p}{q}}{{g}_{-}}\left(t\right)\left|P\right\rangle +{{g}_{+}}\left(t\right)\left|{\bar {P}}\right\rangle }.

### Matriz de mezcla
Si el sistema tiene tres o más estados (por ejemplo, las tres especies de neutrinos ν
e–ν
μ–ν
τ o las tres especies de quarks d–s–b), entonces, como ocurría en el caso de dos estados, los autoestados de sabor ({\displaystyle \left|{{\varphi }_{\alpha }}\right\rangle }, {\displaystyle \left|{{\varphi }_{\beta }}\right\rangle }, {\displaystyle \left|{{\varphi }_{\gamma }}\right\rangle }) se pueden escribir como una combinación lineal de autoestados de la energía (o masa) ( {\displaystyle \left|{{\psi }_{1}}\right\rangle }, {\displaystyle \left|{{\psi }_{2}}\right\rangle }, {\displaystyle \left|{{\psi }_{3}}\right\rangle }). Así es,
{\displaystyle \left({\begin{matrix}\left|{{\varphi }_{\alpha }}\right\rangle \\\left|{{\varphi }_{\beta }}\right\rangle \\\left|{{\varphi }_{\gamma }}\right\rangle \\\end{matrix}}\right)=\left({\begin{matrix}{{\Omega }_{\alpha 1}}&{{\Omega }_{\alpha 2}}&{{\Omega }_{\alpha 3}}\\{{\Omega }_{\beta 1}}&{{\Omega }_{\beta 2}}&{{\Omega }_{\beta 3}}\\{{\Omega }_{\gamma 1}}&{{\Omega }_{\gamma 2}}&{{\Omega }_{\gamma 3}}\\\end{matrix}}\right)\left({\begin{matrix}\left|{{\psi }_{1}}\right\rangle \\\left|{{\psi }_{2}}\right\rangle \\\left|{{\psi }_{3}}\right\rangle \\\end{matrix}}\right)}.
En el caso de los neutrinos, los estados más familiares ν
e–ν
μ–ν
τ son autoestados de sabor, y la matriz de mezcla se denomina matriz PMNS. En el caso de los quarks, d–s–b son autoestados de energía, y su mezcla esta descrita por la matriz CKM.
La matriz de mezcla debe ser unitaria, y los términos fuera de la diagonal representan acoplamientos entre las distintas especies. Mediante una parametrización adecuada, los valores de las matrices de mezcla se pueden determinar experimentalmente.

## Violación de CP
Si los estados {\displaystyle \left|P\right\rangle } y {\displaystyle \left|{\bar {P}}\right\rangle } son conjugados CP (es decir, partícula y antipartícula), {\displaystyle CP\left|P\right\rangle ={{e}^{i\delta }}\left|{\bar {P}}\right\rangle } y {\displaystyle CP\left|{\bar {P}}\right\rangle ={{e}^{-i\delta }}\left|P\right\rangle }), y se cumplen ciertas condiciones, se producirá una violación de CP como resultado de la oscilación de partículas. La violación de CP puede suceder por tres motivos:

### Violación CP por mezcla
La probabilidad transcurrido un tiempo {\displaystyle t} de observa como {\displaystyle \left|{\bar {P}}\right\rangle } un sistema que inicialmente se encontraba en el estado {\displaystyle \left|P\right\rangle } está dada por,
{\displaystyle {{\wp }_{P\to {\bar {P}}}}\left(t\right)={{\left|\left\langle {\bar {P}}|P\left(t\right)\right\rangle \right|}^{2}}={{\left|{\frac {q}{p}}{{g}_{-}}\left(t\right)\right|}^{2}}},
y la de su proceso conjugado CP,
{\displaystyle {{\wp }_{{\bar {P}}\to P}}\left(t\right)={{\left|\left\langle P|{\bar {P}}\left(t\right)\right\rangle \right|}^{2}}={{\left|{\frac {p}{q}}{{g}_{-}}\left(t\right)\right|}^{2}}}.

Estas dos probabilidades son diferentes si,
| {\displaystyle \left\|{\frac {q}{p}}\right\|\neq 1} (10) |
Por lo tanto, la oscilación de partícula-antipartícula resulta ser un proceso que viola CP, ya que la partícula y la antipartícula no son autoestados de CP.

### Violación CP por desintegración
Sea un proceso donde  {\displaystyle \left\{\left|P\right\rangle ,\left|{\bar {P}}\right\rangle \right\}} se desintegran a los estados finales {\displaystyle \left\{\left|f\right\rangle ,\left|{\bar {f}}\right\rangle \right\}}, donde los kets con y sin barra son conjugados CP entre sí.
La probabilidad de que {\displaystyle \left|P\right\rangle } se desintegre en {\displaystyle \left|f\right\rangle } está dada por,
{\displaystyle {{\wp }_{P\to f}}\left(t\right)={{\left|\left\langle f|P\left(t\right)\right\rangle \right|}^{2}}={{\left|{{g}_{+}}\left(t\right){{A}_{f}}-{\frac {q}{p}}{{g}_{-}}\left(t\right){{\bar {A}}_{f}}\right|}^{2}}},
y la del proceso conjugado por,
{\displaystyle {{\wp }_{{\bar {P}}\to {\bar {f}}}}\left(t\right)={{\left|\left\langle {\bar {f}}|{\bar {P}}\left(t\right)\right\rangle \right|}^{2}}={{\left|{{g}_{+}}\left(t\right){{\bar {A}}_{\bar {f}}}-{\frac {p}{q}}{{g}_{-}}\left(t\right){{A}_{\bar {f}}}\right|}^{2}}}
| donde, |
| --- |
| {\displaystyle {{A}_{f}}=\left\langle f\|P\right\rangle }{\displaystyle {{\bar {A}}_{f}}=\left\langle f\|{\bar {P}}\right\rangle } {\displaystyle {{A}_{\bar {f}}}=\left\langle {\bar {f}}\|P\right\rangle } {\displaystyle {{\bar {A}}_{\bar {f}}}=\left\langle {\bar {f}}\|{\bar {P}}\right\rangle } |

Si no hay violación CP debida a la mezcla {\displaystyle \left|{\frac {q}{p}}\right|=1}.

Las dos probabilidades serán diferentes si,
| {\displaystyle \left\|{\frac {{\bar {A}}_{\bar {f}}}{{A}_{f}}}\right\|\neq 1} y {\displaystyle \left\|{\frac {{A}_{\bar {f}}}{{\bar {A}}_{f}}}\right\|\neq 1}. (11) |
Por lo tanto, la desintegración es un proceso que viola CP ya que la probabilidad de una desintegración y la de su conjugada CP son diferentes.

### Violación de CP por interferencia de mezcla y desintegración
Sea {\displaystyle \left|f\right\rangle } un estado final, autoestado de CP, en el que puedan desintegrarse tanto {\displaystyle \left|P\right\rangle } como {\displaystyle \left|{\bar {P}}\right\rangle }. En esta situación, las probabilidades de desintegración son
{\displaystyle {\begin{aligned}{{\wp }_{P\to f}}\left(t\right)&={{\left|\left\langle f|P\left(t\right)\right\rangle \right|}^{2}}\\&={{\left|{{A}_{f}}\right|}^{2}}{\frac {{e}^{-\gamma t}}{2}}\left[\left(1+{{\left|{{\lambda }_{f}}\right|}^{2}}\right)\cosh \left({\frac {\Delta \gamma }{2}}t\right)+2\operatorname {Re} \left({{\lambda }_{f}}\right)\sinh \left({\frac {\Delta \gamma }{2}}t\right)+\left(1-{{\left|{{\lambda }_{f}}\right|}^{2}}\right)\cos \left(\Delta mt\right)+2\operatorname {Im} \left({{\lambda }_{f}}\right)\sin \left(\Delta mt\right)\right]\\\end{aligned}}}
y
{\displaystyle {\begin{aligned}{{\wp }_{{\bar {P}}\to f}}\left(t\right)&={{\left|\left\langle f|{\bar {P}}\left(t\right)\right\rangle \right|}^{2}}\\&={{\left|{{A}_{f}}\right|}^{2}}{{\left|{\frac {p}{q}}\right|}^{2}}{\frac {{e}^{-\gamma t}}{2}}\left[\left(1+{{\left|{{\lambda }_{f}}\right|}^{2}}\right)\cosh \left({\frac {\Delta \gamma }{2}}t\right)+2\operatorname {Re} \left({{\lambda }_{f}}\right)\sinh \left({\frac {\Delta \gamma }{2}}t\right)-\left(1-{{\left|{{\lambda }_{f}}\right|}^{2}}\right)\cos \left(\Delta mt\right)-2\operatorname {Im} \left({{\lambda }_{f}}\right)\sin \left(\Delta mt\right)\right]\\\end{aligned}}}
| donde, |
| --- |
| {\displaystyle \gamma ={\frac {{{\gamma }_{H}}+{{\gamma }_{L}}}{2}}}{\displaystyle \Delta \gamma ={{\gamma }_{H}}-{{\gamma }_{L}}}{\displaystyle \Delta m={{m}_{H}}-{{m}_{L}}} {\displaystyle {{\lambda }_{f}}={\frac {q}{p}}{\frac {{\bar {A}}_{f}}{{A}_{f}}}} {\displaystyle {{A}_{f}}=\left\langle f\|P\right\rangle } {\displaystyle {{\bar {A}}_{f}}=\left\langle f\|{\bar {P}}\right\rangle } |

Con estas expresiones, se puede comprobar que, aunque no haya violación de CP debida únicamente a la mezcla (es decir, {\displaystyle \left|q/p\right|=1}) y tampoco haya violación de CP debida únicamente a la desintegración (es decir, {\displaystyle \left|{{\bar {A}}_{f}}/{{A}_{f}}\right|=1}), y por lo tanto{\displaystyle \left|{{\lambda }_{f}}\right|=1}, las probabilidades para ambos procesos pueden ser diferentes si
| {\displaystyle \operatorname {Im} \left({{\lambda }_{f}}\right)=\operatorname {Im} \left({\frac {q}{p}}{\frac {{\bar {A}}_{f}}{{A}_{f}}}\right)\neq 0}. (12) |
Por lo tanto, el último término en las expresiones para la probabilidad de desintegración está asociado con la interferencia entre mezcla y desintegración.

### Clasificación alternativa
Normalmente se hace otra clasificación de los procesos de violación de CP:
- Violación directa de CP: Se produce cuando {\displaystyle \left|{{\bar {A}}_{f}}/{{A}_{f}}\right|\neq 1}. Según la clasificación anterior, la violación directa de CP se produce cuando solo se viola CP en la desintegración.

- Violación indirecta de CP: Se produce en los casos en los que hay mezcla. Según la clasificación anterior, la violación indirecta de CP se corresponde con la violación por mezcla, por interferencia o ambas.

| Demostración |
| --- |
| {\displaystyle {{E}_{\pm }}={\sqrt {{{p}^{2}}{{c}^{2}}+{{m}_{\pm }}^{2}{{c}^{4}}}}\simeq pc\left(1+{\frac {{{m}_{\pm }}^{2}{{c}^{2}}}{2{{p}^{2}}}}\right)\left[\because {\frac {{{m}_{\pm }}c}{p}}\ll 1\right]}donde {\displaystyle p} es el momento con el que fue creado el neutrino. Se puede aproximar, {\displaystyle E\simeq pc} y {\displaystyle t\simeq x/c}. Por lo tanto, {\displaystyle {\frac {{{E}_{+}}-{{E}_{-}}}{2\hbar }}t\simeq {\frac {\left({{m}_{+}}^{2}-{{m}_{-}}^{2}\right){{c}^{3}}}{2p\hbar }}t\simeq {\frac {\Delta {{m}^{2}}{{c}^{3}}}{4E\hbar }}x={\frac {2\pi }{{\lambda }_{osc}}}x} donde {\displaystyle {{\lambda }_{osc}}={\frac {8\pi E\hbar }{\Delta {{m}^{2}}{{c}^{3}}}}} |

Por lo tanto, el acoplamiento entre los autoestados de energía (o masa) produce el fenómeno de oscilación entre los autoestados de sabor. Una conclusión importante es que los neutrinos tienen masa finita, aunque sea muy pequeña. Por lo tanto, no viajan exactamente a la velocidad de la luz, sino ligeramente más despacio.

#### Diferencia de masas de los neutrinos
Con los tres sabores de neutrinos hay tres diferencias de masas:
{\displaystyle {{\left(\Delta {{m}^{2}}\right)}_{12}}={{m}_{1}}^{2}-{{m}_{2}}^{2}}
{\displaystyle {{\left(\Delta {{m}^{2}}\right)}_{23}}={{m}_{2}}^{2}-{{m}_{3}}^{2}}
{\displaystyle {{\left(\Delta {{m}^{2}}\right)}_{31}}={{m}_{3}}^{2}-{{m}_{1}}^{2}}
Aunque solo dos de ellos son independientes, ya que {\displaystyle {{\left(\Delta {{m}^{2}}\right)}_{12}}+{{\left(\Delta {{m}^{2}}\right)}_{23}}+{{\left(\Delta {{m}^{2}}\right)}_{31}}=0}.
Para neutrinos solares, {\displaystyle {{\left(\Delta {{m}^{2}}\right)}_{sol}}\simeq 8\times {{10}^{-5}}{{\left(eV/{{c}^{2}}\right)}^{2}}}.
Para neutrinos atmosféricos, {\displaystyle {{\left(\Delta {{m}^{2}}\right)}_{atm}}\simeq 3\times {{10}^{-3}}{{\left(eV/{{c}^{2}}\right)}^{2}}}.
Esto significa que dos de los tres neutrinos tienen masas muy similares entre sí. Como solamente dos de los {\displaystyle \Delta {{m}^{2}}} son independientes, y la expresión de la probabilidad en la ecuación (13) no es sensible al signo de {\displaystyle \Delta {{m}^{2}}} (porque el seno al cuadrado es independiente del signo de su argumento), no es posible determinar el espectro de masas de los neutrinos únicamente mediante el fenómeno de oscilación. Es decir, cualquier par de neutrinos pueden tener las masas muy próximas. Además, como la oscilación solo depende de la diferencia de las masas (al cuadrado), es imposible la determinación de la masa de los neutrinos por este método.

#### Escala del sistema
La ecuación (13) indica que la escala de distancias del sistema es la longitud de oscilación {\displaystyle {{\lambda }_{osc}}}. Se pueden dar las siguientes situaciones:
- {\displaystyle x/{{\lambda }_{osc}}\ll 1}, entonces {\displaystyle {{P}_{\beta \alpha }}\simeq 0} y no se observa oscilación. Por ejemplo, producción (por desintegración nuclear por ejemplo) y detección de neutrinos en un laboratorio.
- {\displaystyle x/{{\lambda }_{osc}}\simeq n}, donde {\displaystyle n} es un número entero, entonces {\displaystyle {{P}_{\beta \alpha }}\simeq 0} y no se observa oscilación.
- En el resto de casos sí se observa oscilación. Por ejemplo, en el caso de los neutrinos solares {\displaystyle x/{{\lambda }_{osc}}\gg 1} y para la observación de neutrinos producidos en una planta nuclear desde un laboratorio a unos kilómetros, {\displaystyle x\sim {{\lambda }_{osc}}}.

### Oscilación y desintegración de kaones neutros

#### Violación de CP solo por mezcla
El artículo de 1964 de Christenson et al. proporcionó evidencias de la violación de CP en el sistema de los kaones neutros. El kaón de vida larga (CP = −1) se desintegra en dos piones (CP = (−1)(−1) = 1), por tanto violando la conservación de CP.
{\displaystyle \left|{{K}^{0}}\right\rangle } y {\displaystyle \left|{{\bar {K}}^{0}}\right\rangle } son los autoestados de extrañeza, con autovalores +1 y −1 respectivamente, y los autoestados de energía son
{\displaystyle \left|K_{^{1}}^{0}\right\rangle ={\frac {1}{\sqrt {2}}}\left(\left|{{K}^{0}}\right\rangle +\left|{{\bar {K}}^{0}}\right\rangle \right)} and,
{\displaystyle \left|K_{2}^{0}\right\rangle ={\frac {1}{\sqrt {2}}}\left(\left|{{K}^{0}}\right\rangle -\left|{{\bar {K}}^{0}}\right\rangle \right)}.
Estos estados también son autoestados CP con autovalores +1 y −1 respectivamente. En el caso de que CP se hubiese conservado, se esperaba que:
- Dado que {\displaystyle \left|K_{^{1}}^{0}\right\rangle } tiene un autovalor de CP +1, puede desintegrarse en dos piones, o en tres piones con una combinación de momentos angulares adecuada. La desintegración a dos piones es mucho más frecuente.
- {\displaystyle \left|K_{2}^{0}\right\rangle } tiene un autovalor de CP −1, solo puede desintegrarse a tres piones y nunca a dos.

Como la desintegración a dos piones es mucho más rápida que la desintegración a tres piones, {\displaystyle \left|K_{^{1}}^{0}\right\rangle } recibía el nombre de kaón de vida corta {\displaystyle \left|K_{S}^{0}\right\rangle }, y {\displaystyle \left|K_{2}^{0}\right\rangle } como el kaón de vida larga {\displaystyle \left|K_{L}^{0}\right\rangle }. El experimento de 1964 demostró que, en contra de lo previsto, {\displaystyle \left|K_{L}^{0}\right\rangle } podía desintegrarse en dos piones. Esto implicaba que el kaón de vida larga no podía corresponder con el autoestado de CP {\displaystyle \left|K_{2}^{0}\right\rangle }, sino que debía contener una pequeña componente de {\displaystyle \left|K_{^{1}}^{0}\right\rangle }, por lo que no era autoestado de CP. Del mismo modo, el kaón de vida corta debía contener una pequeña componente de {\displaystyle \left|K_{2}^{0}\right\rangle }. Esto es
{\displaystyle \left|K_{L}^{0}\right\rangle ={\frac {1}{\sqrt {1+{{\left|\varepsilon \right|}^{2}}}}}\left(\left|K_{2}^{0}\right\rangle +\varepsilon \left|K_{1}^{0}\right\rangle \right)} and,
{\displaystyle \left|K_{S}^{0}\right\rangle ={\frac {1}{\sqrt {1+{{\left|\varepsilon \right|}^{2}}}}}\left(\left|K_{1}^{0}\right\rangle +\varepsilon \left|K_{2}^{0}\right\rangle \right)}
donde {\displaystyle \varepsilon } es una cantidad compleja que mide la desviación respecto a la simetría CP. Experimentalmente, {\displaystyle \left|\varepsilon \right|=\left(2.228\pm 0.011\right)\times {{10}^{-3}}}.
Escribiendo {\displaystyle \left|K_{^{1}}^{0}\right\rangle } y {\displaystyle \left|K_{2}^{0}\right\rangle } en términos de {\displaystyle \left|{{K}^{0}}\right\rangle } y {\displaystyle \left|{{\bar {K}}^{0}}\right\rangle }, se obtiene (recordando que {\displaystyle {{m}_{K_{_{L}}^{0}}}>{{m}_{K_{S}^{0}}}}) la forma de la ecuación (9):
{\displaystyle \left|K_{L}^{0}\right\rangle =\left(p\left|{{K}^{0}}\right\rangle -q\left|{{\bar {K}}^{0}}\right\rangle \right)} y
{\displaystyle \left|K_{S}^{0}\right\rangle =\left(p\left|{{K}^{0}}\right\rangle +q\left|{{\bar {K}}^{0}}\right\rangle \right)}
donde {\displaystyle {\frac {q}{p}}={\frac {1-\varepsilon }{1+\varepsilon }}}.
Dado que {\displaystyle \left|\varepsilon \right|\neq 0}, se cumple la condición (11) y se produce mezcla entre los estados {\displaystyle \left|{{K}^{0}}\right\rangle } y {\displaystyle \left|{{\bar {K}}^{0}}\right\rangle }, dando lugar a los estados de vida corta y larga.

#### Violación de CP solo por desintegración
Los estados K0
L y K0
S tienen dos modos de desintegración a dos piones: π0
 o π+
π−
. Ambos estados finales son autoestados de CP. Se definen las tasas de desintegración siguientes
{\displaystyle {{\eta }_{+-}}={\frac {\left\langle {{\pi }^{+}}{{\pi }^{-}}|K_{L}^{0}\right\rangle }{\left\langle {{\pi }^{+}}{{\pi }^{-}}|K_{S}^{0}\right\rangle }}={\frac {p{{A}_{{{\pi }^{+}}{{\pi }^{-}}}}-q{{\bar {A}}_{{{\pi }^{+}}{{\pi }^{-}}}}}{p{{A}_{{{\pi }^{+}}{{\pi }^{-}}}}+q{{\bar {A}}_{{{\pi }^{+}}{{\pi }^{-}}}}}}={\frac {1-{{\lambda }_{{{\pi }^{+}}{{\pi }^{-}}}}}{1+{{\lambda }_{{{\pi }^{+}}{{\pi }^{-}}}}}}} y
{\displaystyle {{\eta }_{00}}={\frac {\left\langle {{\pi }^{0}}{{\pi }^{0}}|K_{L}^{0}\right\rangle }{\left\langle {{\pi }^{0}}{{\pi }^{0}}|K_{S}^{0}\right\rangle }}={\frac {p{{A}_{{{\pi }^{0}}{{\pi }^{0}}}}-q{{\bar {A}}_{{{\pi }^{0}}{{\pi }^{0}}}}}{p{{A}_{{{\pi }^{0}}{{\pi }^{0}}}}+q{{\bar {A}}_{{{\pi }^{0}}{{\pi }^{0}}}}}}={\frac {1-{{\lambda }_{{{\pi }^{0}}{{\pi }^{0}}}}}{1+{{\lambda }_{{{\pi }^{0}}{{\pi }^{0}}}}}}}.
Experimentalmente, {\displaystyle {{\eta }_{+-}}=\left(2.232\pm 0.011\right)\times {{10}^{-3}}} y {\displaystyle {{\eta }_{00}}=\left(2.220\pm 0.011\right)\times {{10}^{-3}}}. Es decir {\displaystyle {{\eta }_{+-}}\neq {{\eta }_{00}}}, lo que significa que {\displaystyle \left|{{A}_{{{\pi }^{+}}{{\pi }^{-}}}}/{{\bar {A}}_{{{\pi }^{+}}{{\pi }^{-}}}}\right|\neq 1} y {\displaystyle \left|{{A}_{{{\pi }^{0}}{{\pi }^{0}}}}/{{\bar {A}}_{{{\pi }^{0}}{{\pi }^{0}}}}\right|\neq 1}, y por lo tanto se cumple la condición (10).
En conclusión, se observa violación directa de CP en la asimetría entre los dos modos de desintegración.